# 8164 Andreasdoppler
8164 Andreasdoppler eller 1990 UO3 är en asteroid i huvudbältet som upptäcktes den 16 oktober 1990 av den belgiske astronomen Eric W. Elst vid La Silla-observatoriet. Den är uppkallad efter den tyske amatörastronomen Andreas Doppler.
Asteroiden har en diameter på ungefär 4 kilometer.